# Jeroboam II

El Levante mediterráneo en la época de Jeroboam. El territorio comprendido por su reino figura en color rojo.

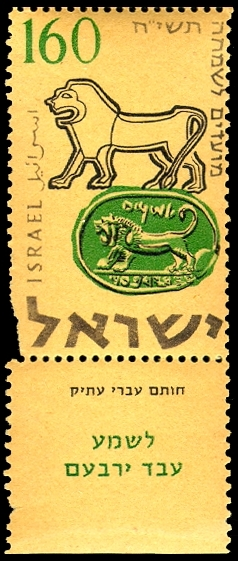
Antiguo sello israelita. León de Judá y sello israelita con león rugiente e inscripción en hebreo; empleado durante el reinado de Jeroboam II, el sello tiene por destinatario a un alto oficial llamado "Shemá".

Jeroboam o Jeroboán II (en hebreo:ירבעם Yerŏḇo‘ām , en griego: Ἱεροβοάμ, Yeroboam, en latín: Jeroboam) era hijo de Joás y el decimotercer rey del Reino de Israel. Su reinado coincidió con los de Amasías y Uzías de Judá. 

## Reinado
Su reinado tuvo lugar en un período que abarcó 787-747 a. C. El mismo incluyó una corregencia de once con su padre. Ya sea antes del reinado de Jeroboam o durante los primeros años de su gobierno, el profeta Jonás predijo que el nuevo rey recuperaría los territorios del norte y del este que en tiempos anteriores habían pertenecido a Israel (II Reyes 14, 25), y Jeroboam cumplió esta profecía. 
Llegó a ser no sólo el rey más fuerte de la dinastía de Jehú, si no de todos los reyes que ocuparon el trono del reino del norte. El registro bíblico acerca de este reinado es sumamente breve, y consiste sólo en 7 versículos (II Reyes 14, 23-29). Sin embargo el corto informe de sus éxitos militares muestra claramente que fue el gobernante del reino del norte con más éxitos en su haber: conquistó Damasco y Hamat junto al Orontes, y recuperó la mayoría de los territorios de Siria y Transjordania hasta el Mar Muerto, de modo que su reino incluyó todo lo que David y Salomón habían dominado, con excepción de Judá; tuvo la fortuna de que Asiria estuviera experimentando un período de debilidad durante su reinado, y así no pudiera impedir sus actividades expansionistas.
Murió y fue sepultado en Samaria, y seis meses después de su muerte la dinastía finalizó con el asesinato de su hijo Zacarías (II Reyes 15, 8-11).

## Sociedad
El reino gozaba de prestigio político y prosperidad económica. La evidencia arqueológica lo muestra como la época más rica de Israel, debido sobre todo al comercio de aceite de oliva, vino y caballos, tanto con Egipto como con Asiria. A finales del siglo octavo era el estado más densamente poblado del Levante mediterráneo, con alrededor de 350.000 habitantes.
Los profetas Amós y Oseas denunciaban el materialismo y el bajo nivel moral y religioso (Amós 5, 21-22; 2,6-8 y Oseas 6, 6-10) pero también existía cierta medida de tolerancia religiosa: cuando Amós, un ciudadano del reino del sur, pronunció sus profecías contra la casa de Jeroboam en la ciudad del santuario de Bet-el, su sacerdote informó al rey, pero nada se hizo contra Amós excepto pedirle que saliera del territorio de Israel (Amós 7, 10-17). 

## Pruebas arqueológicas
Durante las excavaciones de Megido en 1904 se encontró un sello de jaspe con la figura de un león rugiente y la siguiente inscripción en hebreo: "Para a Shemá, servidor de Jeroboam". También en el año 2020, una bula perteneciente a un sirviente de Jeroboam II y que hacía referencia al rey fue autentificada.
| Predecesor: Joás | Rey de Israel Corregente con Joás desde 793 - 782 a. C. 782 - 753 a. C. | Sucesor: Zacarías |